# Arriba un genet
Arriba un genet (títol original en anglès: Comes a Horseman) és una pel·lícula estatunidenca dirigida per Alan J. Pakula i estrenada l'any 1978. Ha estat doblada al català.

## Comentaris
- Western que modernitza els temes típics del gènere.
- Tètric i més aviat avorrit drama enfundat en el format d'un neowestern de lenta i cerimoniosa narrativa, fotografiat de forma tenebrosa per Gordon Willis i amb bons actors, que donen categoria al producte.[3]

## Repartiment
- James Caan: Frank 'Buck' Athearn
- Jane Fonda: Ella Connors
- Jason Robards: Jacob 'J.W.' Ewing
- George Grizzard: Neil Atkinson
- Richard Farnsworth: Dodger
- Jim Davis: Julie Blocker
- Mark Harmon: Billy Joe Meynert
- James Keach: Emil Kroegh

## Premis
- Nominada a l'Oscar al millor actor secundari (Richard Farnsworth).